# حاییم لاسکوف
حاییم لاسکوف (انگلیسی: Haim Laskov؛ ۱۹۱۹ – ۸ دسامبر ۱۹۸۲) سپهبد نیروهای دفاعی اسرائیل بود، که در فاصله سال‌های ۱۹۵۸ تا ۱۹۶۱ به‌عنوان پنجمین رئیس ستاد کل نیروهای مسلح اسرائیل فعالیت می‌کرد.
لاسکوف فعالیت نظامی را از سال ۱۹۳۲ در نیروی زمینی بریتانیا آغاز کرد، سپس به هگانا پیوست. وی از ۱۹۵۱ تا ۱۹۵۳ فرمانده نیروی هوایی اسرائیل بود، در فاصله سال‌های ۱۹۵۶ تا ۱۹۵۸ فرماندهی جنوبی اسرائیل را برعهده داشت و از ۱۹۵۵ تا ۱۹۵۶ به‌عنوان جانشین رئیس ستاد کل نیروهای دفاعی اسرائیل فعالیت می‌کرد و با حفظ سمت، رئیس اداره عملیات ارتش اسرائیل بود.